# Mauser Modelo 1908
Los Mauser Modelo 1908 fueron una serie de fusiles de cerrojo basados en el Mauser 98. Producidos por Deutsche Waffen und Munitionsfabriken (DWM) y Mauser, fueron exportados a Uruguay y Brasil. En el segundo país, IMBEL produjo versiones actualizadas hasta que el fusil de cerrojo fue reemplazado por el FN FAL.  

## Diseño

### Mauser Modelo 1908

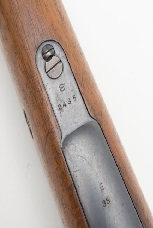
Acercamiento de la base del depósito de un Mauser Modelo 1908.

El Mauser Modelo 1908 era una copia del Mauser 98, calibrada para el cartucho 7 x 57 Mauser, con una sencilla alza tangencial y un guardamanos superior más largo. También se produjo una variante de 1.190 mm de longitud, configurada como fusil corto.

### Mauser Modelo 1935 y Modelo 1908/34

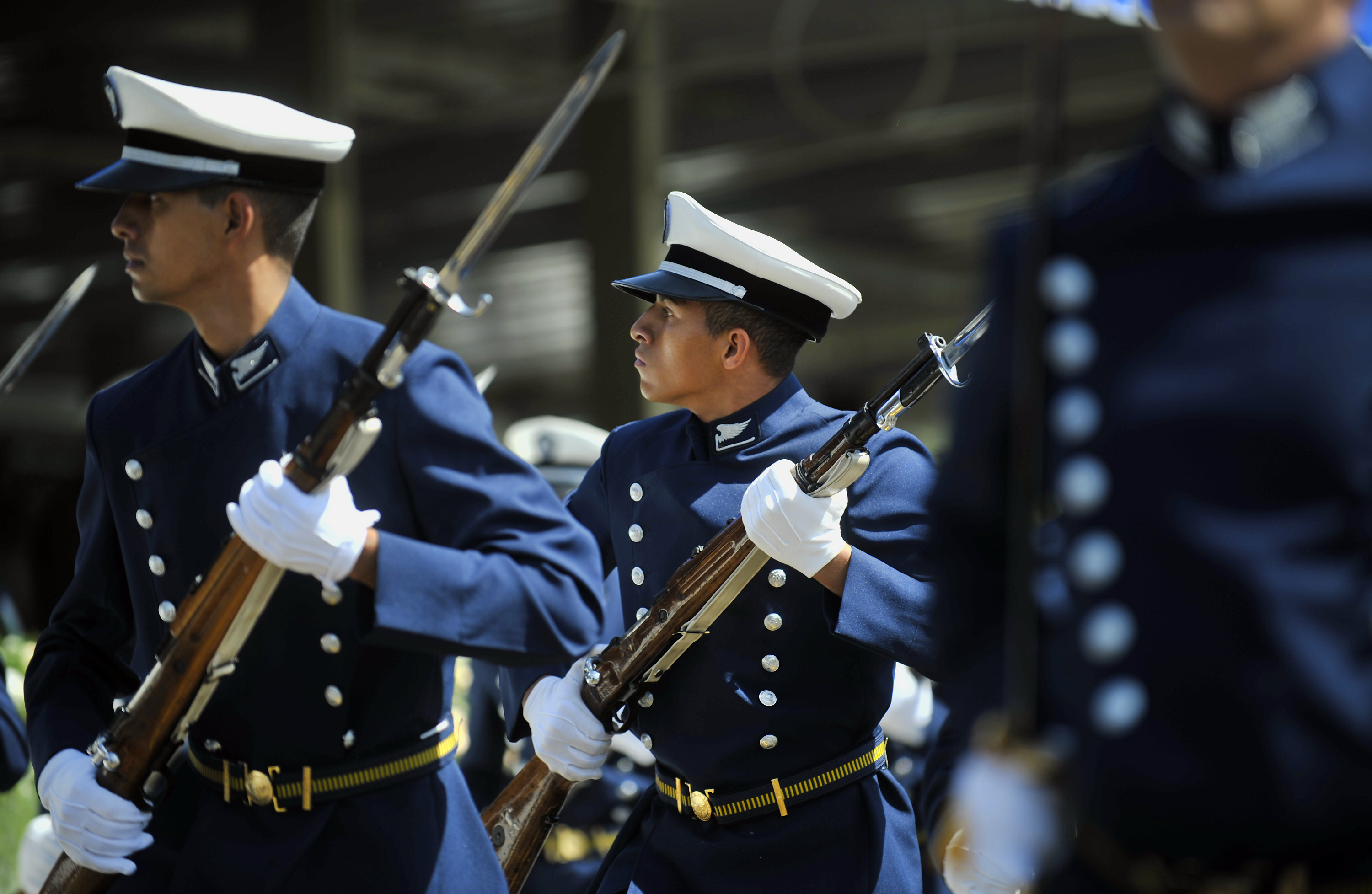
Soldados brasileños desfilando con fusiles cortos Mauser Modelo 1935 o Mauser Modelo 08/34 en 2013.

El Mauser Modelo 1935 era similar al Mauser Modelo 1908, pero su guardamanos tenía entalles de agarre. También tuvo una variante fusil corto. El fusil corto Mauser Modelo 1908/34 era una versión actualizada del Mauser Modelo 1908, que tenía guardamanos y culata hechos de madera local. No debe confundirse con la carabina policial Modelo 1908/34 de fabricación checoslovaca (ZB vz. 12/33).

### Variantes tardías
El Mosquetão Itajubá M1949 era un fusil corto Mauser Modelo 1908/34 recalibrado para disparar el cartucho .30-06 Springfield. El Mosquetão Itajubá M954 era una variante equipada con un cañón con boca roscada, que le permitía el uso de una bocacha apagallamas o de una bocacha lanzagranadas. Su cantonera estaba inspirada en la del Gewehr 43 (una copia del cual fue fabricada con la misma designación).

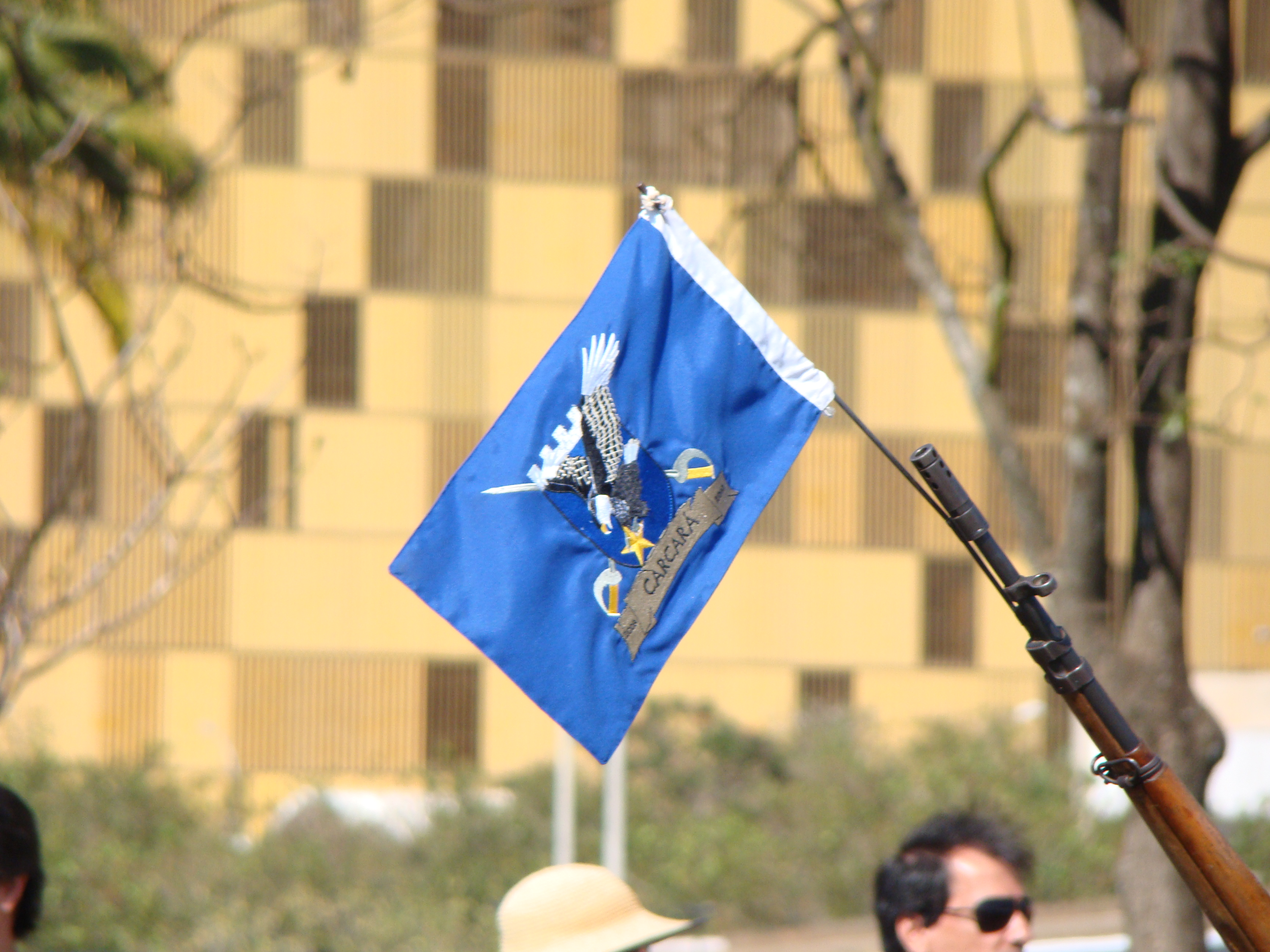
Un Mosquetón M968 durante un desfile de la Policía Militar en 2010.

El Mosquetão 7,62mm Modelo 968 o M968 fue uno de los últimos fusiles de cerrojo producidos. Este fusil disparaba el cartucho 7,62 x 51 OTAN, tenía una bocacha lanzagranadas fijada a su cañón y su culata estaba reforzada con caucho. Estas características también eran comunes al FN FAL, por lo cual fue apodado Mosquefal.

## Historial de combate

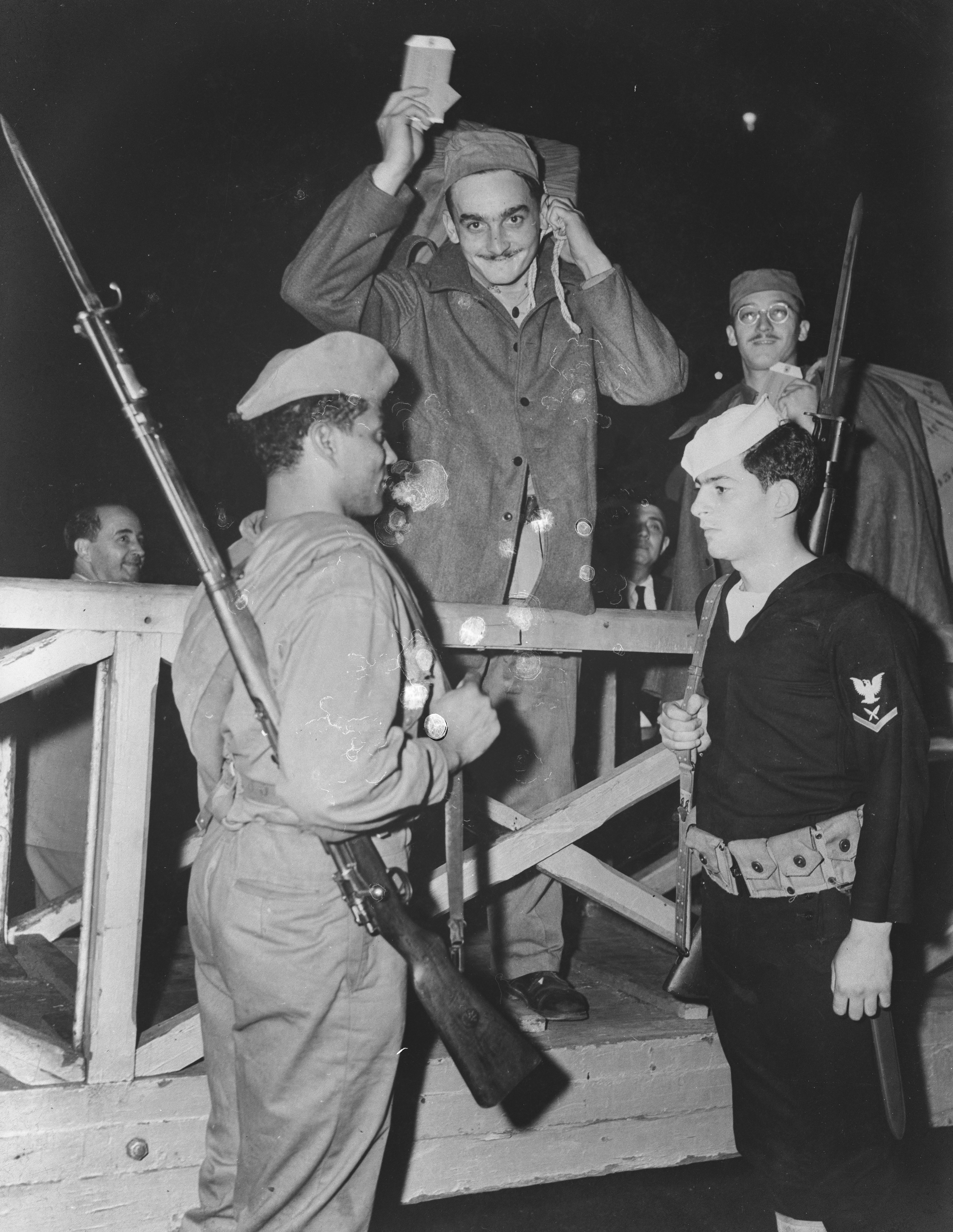
Un soldado brasileño (izquierda) con un Mauser Modelo 1908 (o Modelo 1908/34), delante de un marinero estadounidense con un Springfield M1903.

Se produjeron grandes cantidades de fusiles y fusiles cortos Mauser Modelo 1908 entre 1908 y 1914. Mientras que DWM era el principal fabricante, Mauser produjo 100.000 fusiles Modelo 1908 con marcajes "DWM Obendorf". Algunos fusiles Modelo 1908 fueron empleados durante la Guerra del Contestado. Más tarde, se compraron cantidades desconocidas de fusiles y fusiles cortos Modelo 1935 a Mauser. Estos fueron desplegados contra los cangaceiros. A fin de mejorar la independencia del país de proveedores extranjeros, el Mauser Modelo 1908/34 fue producido en Itajubá.
Uruguay compró fusiles y fusiles cortos Modelo 1908 de DWM antes de 1914, empleándolos hasta la década de 1950. Varios fusiles "Mauser misterioso", similares al Modelo 1908 pero calibrados para el cartucho 7,92 x 57 Mauser, pueden encontrarse con marcajes árabes o un hexagrama.
A inicios de la década de 1950, los fusiles y fusiles cortos brasileños Mauser Modelo 1908 sobrantes fueron exportados a República Dominicana. Los marcajes brasileños fueron reemplazados con marcajes dominicanos y los fusiles fueron designados Mauser Modelo 1953. Durante la intervención estadounidense en la Guerra civil dominicana, estos fusiles de cerrojo demostraron ser muy eficaces porque tenían un alcance superior al del M16.
Después de la Segunda Guerra Mundial, la Fábrica de armas de Itajubá produjo los fusiles cortos M1949 y M954 para las Fuerzas Armadas brasileñas. Durante la guerrilla del Araguaia, los rebeldes pudieron capturar fusiles Mauser de calibre 7,62 de la Policía del Estado de Pará. El M968 fue producido para la Policía brasileña.

## Usuarios
- Brasil
- República Dominicana
- Uruguay